# Пробужденіє (залізнична станція, Калузька область)
Пробужденіє (рос. Пробуждение) — залізнична станція в Кіровському районі Калузької області Російської Федерації.
Населення становить 11 осіб. Входить до складу муніципального утворення Село Фоминичі.

## Історія
Від 2004 року входить до складу муніципального утворення Село Фоминичі.

## Населення
| 2002 | 2010 |
| ---- | ---- |
| 19   | ↘11  |